# Prévision quantitative de précipitations
Pour les articles homonymes, voir PQP.

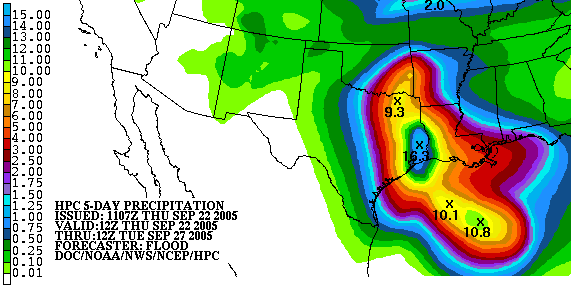
Exemple de prévision des cumuls de pluie sur 5 jours pour l'ouragan Rita par un modèle de prévisions météorologiques

La prévision quantitative de précipitations (PQP, souvent vu dans la littérature scientifique en anglais Quantitative Precipitation Forecast ou QPF) est la prévision météorologique des accumulations de précipitations qui tomberont avec les nuages au cours d'une période donnée sur une région cible. Celles-ci peuvent être sous forme liquide (pluie, bruine, etc.) ou solide (neige, grêle ou grésil) mais la quantité prévue est toujours celle de l'équivalent en eau.
Les cartes de PQP étaient produites avant les années 1970 par un météorologue qui estimait à l'aide de techniques diagnostiques de prévision météorologique le potentiel pluviométrique des systèmes météorologiques se déplaçant d'une région à l'autre. Depuis le développement des modèles de prévision numérique du temps, les cartes de prévision sont directement extraites des calculs du contenu en eau liquide des résultats. Finalement, des cartes de prévision à court terme, dites prévisions immédiates, peuvent être extrapolées à partir des données du radar météorologique sur une période allant jusqu'à 6 heures.
Une carte de PQP montrera à l'aide de zones étalonnées les précipitations qui dépasseront un seuil minimal (ex. seuils de 1, 10, 20 mm, etc.). Les données sont également disponibles sous forme de valeurs numériques pour chaque point de la région cible et peuvent être utilisées pour la prévision publique générale aussi bien que pour des applications spécialisées en hydrologie comme la gestion des quantités d'eau dans les barrages.

## Description
La prévision quantitative de précipitations, quelle que soit son origine, se présente comme une carte météorologique montrant les zones où les précipitations tomberont ou la probabilité qu'une certaine quantité tombe au cours de la période de prévision visée. Elle doit tenir compte de tous les effets dynamiques et thermodynamiques qui produisent le mouvement vertical dans l'atmosphère : convection, ascendance due aux fronts, subsidence due aux anticyclones, soulèvement ou descente dus à la circulation atmosphérique passant sur le relief. La PQP est particulièrement sensible à l'humidité contenue dans la couche limite planétaire et une bonne modélisation de cette mince couche est très importante car de faibles changements peuvent entrainer de grands écarts de quantités de précipitations.
Le résultat de ces prévisions peut être validé ou infirmé après les événements par divers moyens : réseau de pluviomètres, radar météorologique, mesure du débit des cours d'eau, etc.

### Prévision immédiate

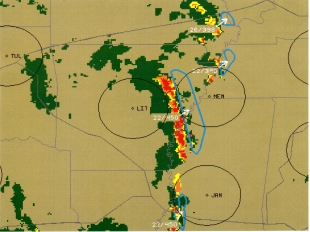
Prévision (lignes bleues) par « AutoNowcater » pour une période de 30 à 45 minutes des échos radars en vert et rouge

Les radars météorologiques permettent d'estimer sur leur zone de couverture les taux de précipitations instantanés de pluie ou de neige. Il est possible par corrélation croisée d'extraire la vitesse et la direction de déplacement de ces précipitations et d'estimer ainsi leurs cumuls en aval durant une période future si rien ne change. Cette simple extrapolation permet une prévision rivalisant avec les meilleurs modèles de prévision numérique du temps dans les situations stables comme celui d'une dépression synoptique. Dans ces circonstances, ces prévisions peuvent être meilleures que celles d'un modèle car dans ce dernier, il n'y a aucunes précipitations au temps de départ et il peut prendre jusqu'à 3 heures pour arriver à donner une structure pluvieuse stable.
Par contre dans une situation changeante, comme pour les lignes d'orages, les zones de précipitations varient rapidement dans le temps et l'espace. Une simple extrapolation ne peut ainsi tenir compte des orages qui apparaîtront au temps futur, ni de la dissipation de ceux qui existent au départ. Les PQP sont donc fiables sur un plus petit laps de temps à moins d'ajouter une simulation des effets de la convection dans le calcul d'extrapolation. Ceci peut se faire par ajout d'autres informations : analyse du cycle de vie des cellules orageuses par images d'un satellite météorologique, données de stations de surface pour montrer les conditions favorables ou non, modèle numérique simplifié de la convection, etc.

### Prévision numérique

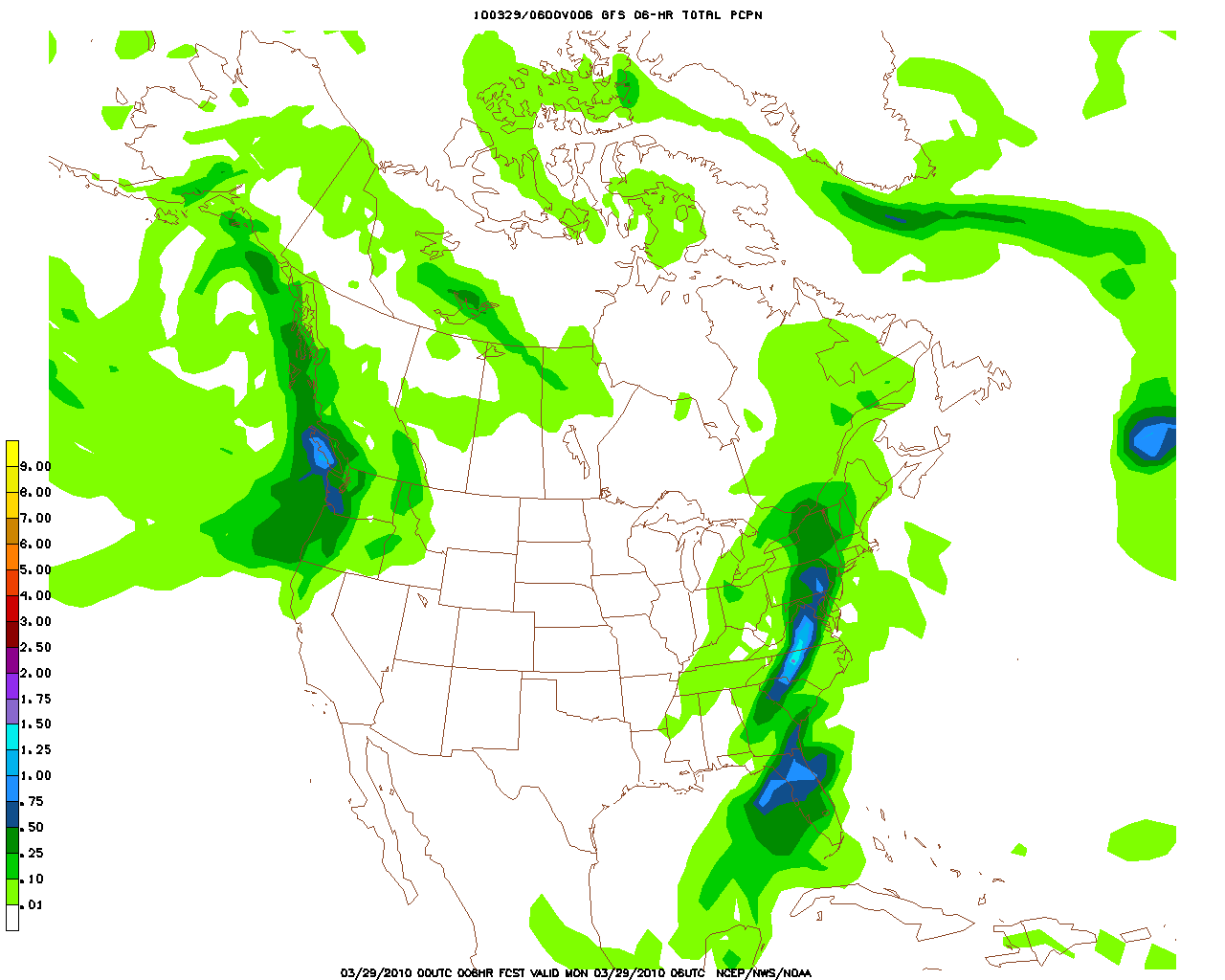
PQP de six heures du modèle GFS avec des mailles variables entre 30 et 70 kilomètres

Jusqu'aux années 1960, les météorologues d'exploitation (prévisionnistes) utilisaient le mouvement historique des systèmes dépressionnaires, la persistance de celui-ci et certaines techniques empiriques sur leur évolution pour prévoir la quantité de précipitations. Avec le développement des ordinateurs, les équations primitives atmosphériques ont pu être utilisées dans des simulations numériques de l'atmosphère afin d'estimer son évolution future. Parmi les paramètres utilisés dans ces modèles, il y a la température, l'humidité contenue dans l'air, le vent, etc. Les équations permettent de trouver le mouvement vertical et par conséquent la condensation sous forme de nuages et de précipitations. Ces dernières sont ensuite extraites de l'atmosphère et donnent les cartes de PQP.
Les résultats de ces calculs dépendent de la densité des données observées par les stations météorologiques, les avions, les satellites et les radars météorologiques, de la finesse de la grille de calcul, de la paramétrisation des éléments sous-grille. Par exemple, les premiers modèles étaient très simples et les calculs s'effectuaient sur une grille dont les points étaient écartés de plus de 100 km latéralement et sur un petit nombre de niveaux en altitude, les résultats ainsi trouvés étaient très approximatifs. Avec l'amélioration de la puissance de calcul des ordinateurs, la grille est devenue de plus en plus fine et la paramétrisation de mieux en mieux.
Ainsi la prévision quantitative des précipitations s'est améliorée grandement tant en résolution qu'en durée. Ainsi les modèles modernes sont souvent à moins de 10 kilomètres de résolution et peuvent donner des prévisions de précipitations jusqu'à une semaine ou plus, la précision des résultats diminuant graduellement avec la longueur de la période de prévision. La prévisibilité est cependant la limite de la possibilité de prévoir numériquement les états futurs de l'atmosphère en utilisant un réseau d'observation donné. Elle est définie habituellement par l'échéance en deçà de laquelle il faut s'attendre que l'erreur quadratique moyenne d'un champ prévu soit inférieure à la différence quadratique moyenne entre deux états atmosphériques observés choisis au hasard. En pratique, cela se traduit par la stabilité de la solution de la prévision à un temps X avec les données disponibles, connaissant leurs erreurs intrinsèques et leur distribution spatiale, si une légère variation des valeurs est introduite dans ces données. Le moment où la solution commence à diverger entre les calculs provenant des différentes perturbations devient la limite de prévisibilité du système météorologique.

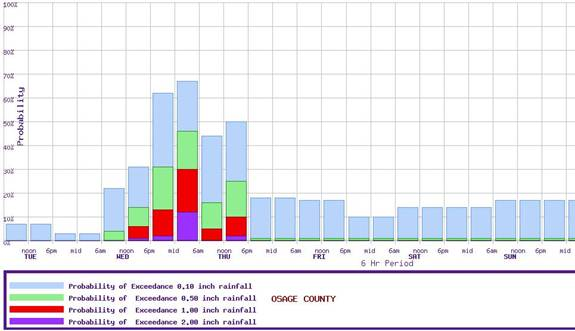
Probabilité de précipitations selon divers seuils sur le Comté d'Osage (Oklahoma) dans le temps avec une prévision d'ensemble

Le météorologue qui a les sorties de plusieurs modèles de prévision à sa disposition doit donc en connaître les biais et les limites de prévisibilité de chacun afin de pouvoir choisir celui qui semble donner les zones de précipitations les plus probables pour faire ses prévisions. Typiquement, ce choix déterministe donne une solution au PQP qui est stable jusqu'à 4 ou 6 jours puis les erreurs initiales des observations et de troncature dans les calculs rendent son utilisation très aléatoire.
En pratique, ni les observations, ni l'analyse, ni le modèle ne sont parfaits. Par ailleurs, la dynamique atmosphérique est très sensible, dans certaines conditions, à la moindre fluctuation. Une nouvelle approche probabiliste a donc été développée, celle de la prévision d'ensembles. La prévision d'ensemble sacrifie la résolution afin de pouvoir consacrer des ressources informatiques à faire tourner simultanément de nombreux exemplaires de modèles sur le même cas de prévision. Dans chaque cas, l'analyse est délibérément rendue légèrement différente des autres membres de l'ensemble, à l'intérieur des incertitudes intrinsèques de mesure ou d'analyse. Les scénarios plus ou moins divergents des prévisions offertes par les membres de l'ensemble permettent de quantifier la prédictibilité de l'atmosphère et d'offrir une marge d'erreur statistique sur la prévision. Pour allonger la limite de prévision du PQP, le météorologue utilisera donc les sorties d'une telle méthode qui ne donne pas des zones de précipitations mais des zones où de probabilité d'avoir une quantité dépassant un ou des seuils.

## Vérification

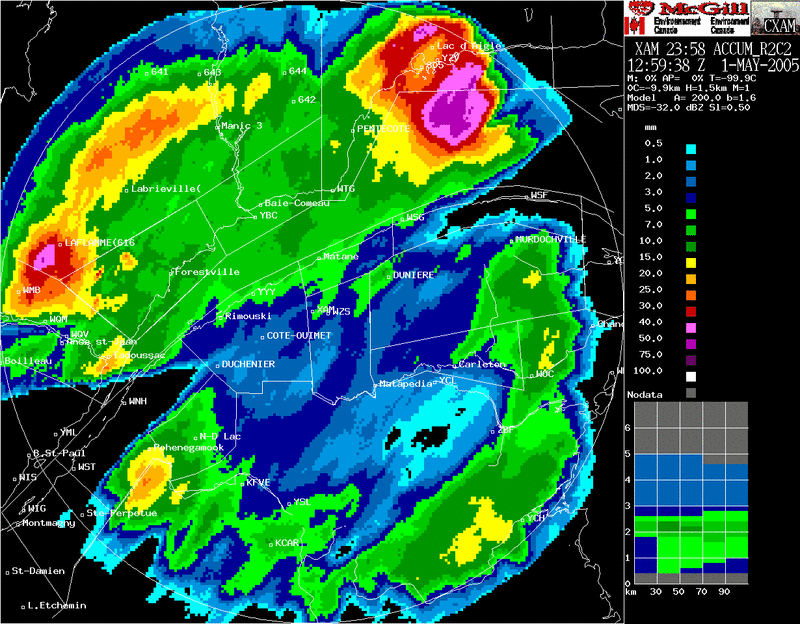
Cumul de 24 heures de pluie estimé par le radar météorologique de Val d'Irène dans l'est du Québec (Canada), incluant des zones bloquées (en noir)

Pour valider la méthode de prévision quantitative de précipitations, il faut la confronter avec des observations réelles. La méthode la plus ancienne est celle d'utiliser un réseau de pluviomètres et de la comparer à la PQP. Comme ceux-ci ne sont disponibles qu'à des endroits ponctuels, qui peuvent être éloignés de plusieurs dizaines ou centaines de kilomètres, il faut utiliser un algorithme qui répartit les accumulations sur la région étudiée selon la distribution des quantités entre les stations, tout en tenant compte de l'erreur de mesure de ces appareils (intrinsèque et causée par les conditions climatiques comme le vent). Plus récemment, les radars et satellites météorologiques sont utilisés en plus des réseaux de pluviomètres. En effet, la télédétection de ces appareils donne une couverture beaucoup plus étendue et continue des précipitations mais peut souffrir de certains artefacts. Ils doivent donc être étalonnés avec les stations au sol.
Plusieurs algorithmes statistiques sont utilisés pour faire la comparaison entre les PQP et les observations. L'une des plus connues est celle de l'erreur systématique qui compare point par point la prévision à l'observation en vue entre donnant 1 pour une prévision exacte et zéro pour une inexacte. Ainsi, la somme normalisée de la comparaison doit tendre vers 1. De façon inverse, le taux de fausse alerte, PQP prévu mais non observée, doit tendre vers 0.